# Yahya al-Mutali

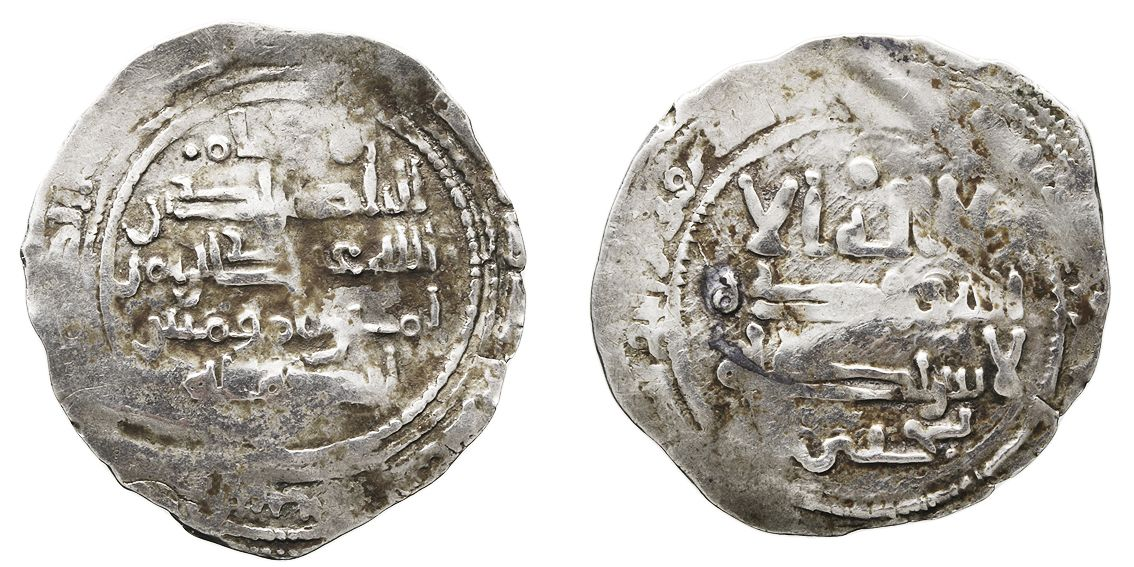
Dirham aus der Zeit Yahya al-Mutalis

Yahya al-Mutali (spanisch Yahya al-Muhtal, arabisch المعتلي، يحيى بن علي, DMG al-Muʿtalī, Yaḥyā b. ʿAlī; † 1035) war während zweier Phasen des Bürgerkriegs Kalif von Córdoba (1021–1023 und 1025–1026). Wie sein Vater war er berberischer Herkunft.

## Geschichte
Yahya war der Sohn des ersten Kalifen der Hammudiden-Dynastie, Ali ibn Hammud al-Nasir, und hatte die Statthalterschaft in Ceuta inne. Als der Bruder seines Vaters al-Qasim al-Mamun den Kalifenthron bestieg, begann Yahya mit der Konspiration gegen seinen Onkel, indem er sich mit dessen Berbertruppen verbündete. Zwar gelang ihm 1021 der Sturz von al-Qasim, doch konnte er sich nicht lange in Córdoba als Kalif behaupten, da die Sklaventruppen weiter al-Qasim die Treue hielten. Er zog sich 1023 nach Málaga zurück, wo er sich nach der Gefangennahme seines Onkels al-Qasim als Führer der Hammudiden durchsetzen konnte (siehe: Kalifat von Córdoba).
Als im Jahr 1025 der Kalif Muhammad III. gestürzt wurde, trug man Yahya erneut das Kalifenamt an. Er verzichtete jedoch auf die Besteigung des Kalifenthrons und ließ Córdoba lediglich von seinen Berbertruppen besetzen. Er gründete stattdessen im Jahr 1026 das Taifa-Reich von Málaga, über das er bis zu seinem Tod 1035 regierte. Nach der Vertreibung seiner Truppen aus Córdoba wurde dort Hischam III. der letzte Kalif.